# Gaston Derys

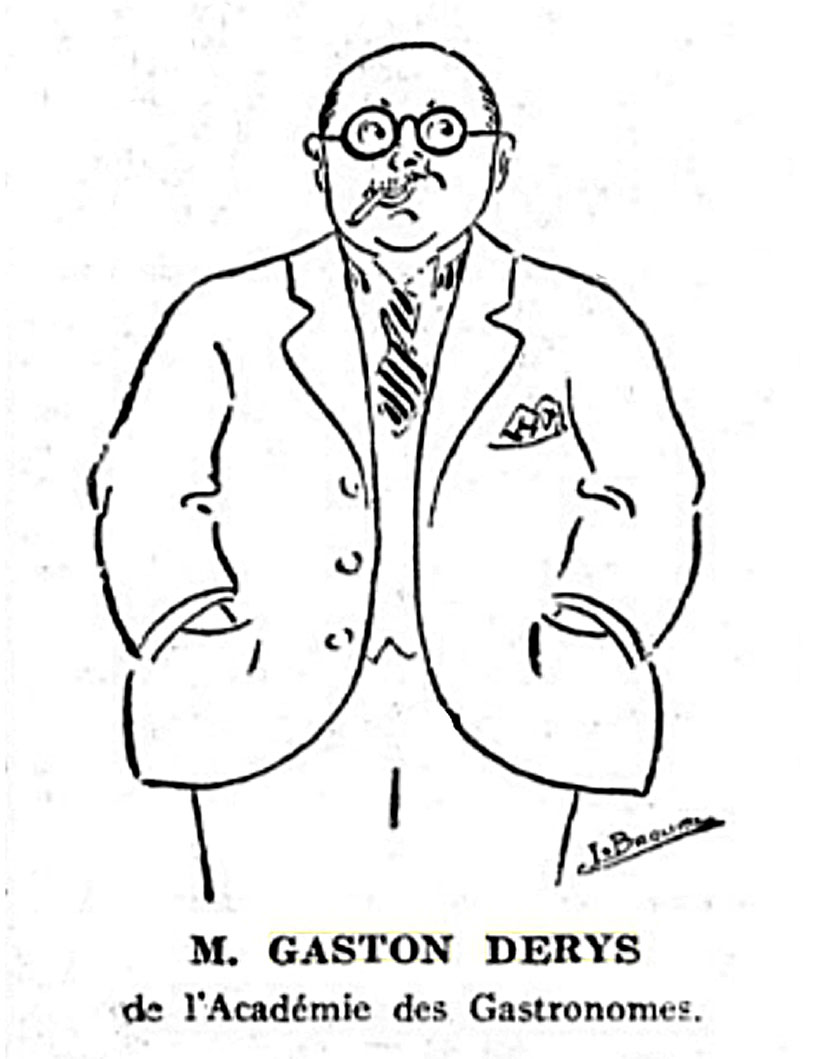
Gaston Derys 1933 dessin paru dans le Figaro

Henri Gaston Collomb dit Gaston Derys, né le 1er mai 1875 à Beaumont-sur-Oise et mort le 18 janvier 1945 dans le 16e arrondissement de Paris, est un écrivain et journaliste français.
Critique gastronomique, auteur de romans, de guides, de pièces de théâtre et d'articles pour de nombreux journaux et magazines, il laisse une œuvre volumineuse, représentative de la vie parisienne de la Belle Époque et l'Entre-deux-guerres.

## Biographie
Il est d'abord, de l'âge de 24 ans à sa mort, un romancier léger, grivois, ce qui lui valut d'être classé dans la liste Romans à lire et romans à proscrire de l’abbé Louis Bethléem (1904) parmi les écrivains considérés comme gravement répréhensibles. Un second thème est à compter de 1929 la gastronomie et la bonne table.
En touche à tout, il écrit pour le théâtre, le guignol, des séries historiques pour la radio, des chants et de nombreux articles de presse... 
Il fut conservateur du Musée Galliera, membre de A.C.A.D. Association Cinématographique des Auteurs Dramatiques (1913) , chevalier de la Légion d'honneur en août 1934 .

## Style littéraire et postérité
La qualité reconnue à Gaston Derys est son humour . Les critiques de l'époque lui reconnaissent « des vues profondes et une observation précise et cruelle ».  « Une fantaisie délurée cache une psychologie sagace et profonde », « c'est un des psychologues les plus fins de notre époque » (à propos des Grandes Amoureuses en 4 volumes) ,. Paul Reboux résume bien le personnage : « au vrai Gaston Derys n'a qu'une passion : celle d'écrire des livres. Il s'y applique avec une austère volupté de littérateur soucieux d'exprimer, en mots choisis, des pensées délicates, avec la franchise d'un esprit sain, généreux et cultivé ».  
Un second trait de l'écrivain est la facilité. La bibliographie donne une idée incomplète de l'ensemble de ses écrits, il publia des romans par épisodes dans la presse (Les amants démasqués, dans Fin de Siècle en 1907), des contes (courtes nouvelles) jamais inventoriés souvent illustrés avec gaieté et de nombreuses chroniques brillantes, érudites, sur des sujets les plus frivoles, des reportages inattendus, et des critiques de spectacles ,,,. Les sujets sont toujours légers, futiles par exemple la nouvelle Un rendez-vous (Derys ne succombe pas pour une fois à la mode des titres dévergondés )  du Journal Amusant du 17 juin 1922 raconte comment après 6 mois pour charmer Arlette, la jeune évaporée toujours pressée s'endort d'un sommeil de plomb aussitôt couchée dans le lit du séducteur , L’Aventure de Mme Trique dans la Flambeau de novembre 1915 , etc.

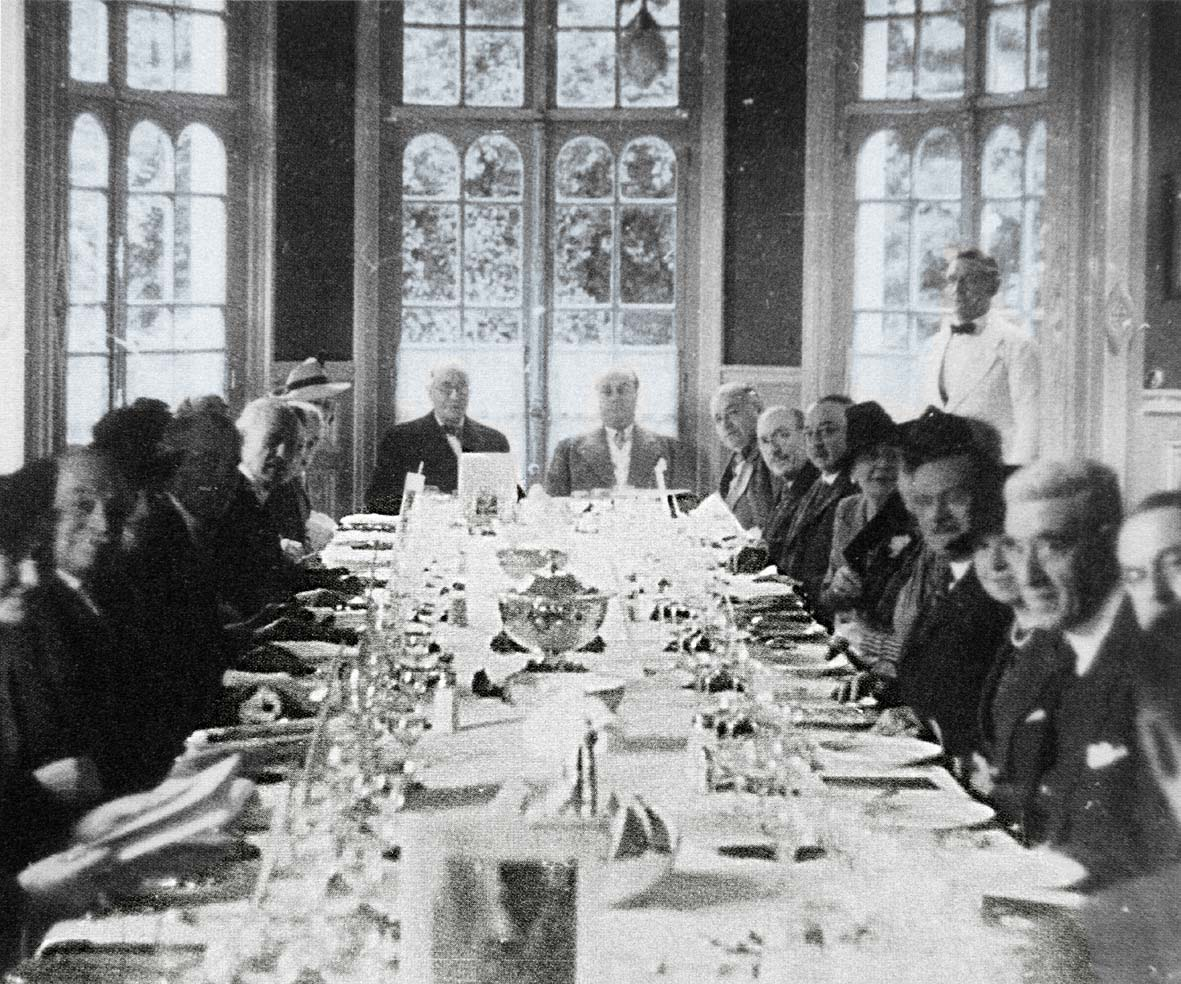
Un repas de l'Académie des Gastronomes : Gaston Derys à droite juste devant le maître d’hôtel (Archives de Curnonsky - ed. Ciuinonska, 2007, T3)

### La gastronomie
La postérité retient son rôle dans le mouvement de recension et de promotion des richesses gastronomiques de la France, né après la première guerre mondiale avec l'automobile, qui combine la naissance du tourisme et le gout de la cuisine régionaliste, et qui invente les premiers guides touristiques.  
Les chevilles ouvrières en sont avec lui Curnonsky infatigable animateur et son inséparable ami , Austin de Croze, Maurice des Ombiaux, Marcel Rouff, et plus marginalement Pampille, pseudonyme de Marthe Daudet  . Il eut une longue collaboration avec Curnonsky, publia un guide gastronomique et jusqu'à sa mort des recettes de cuisine avec les maigres ressources du temps de guerre. 

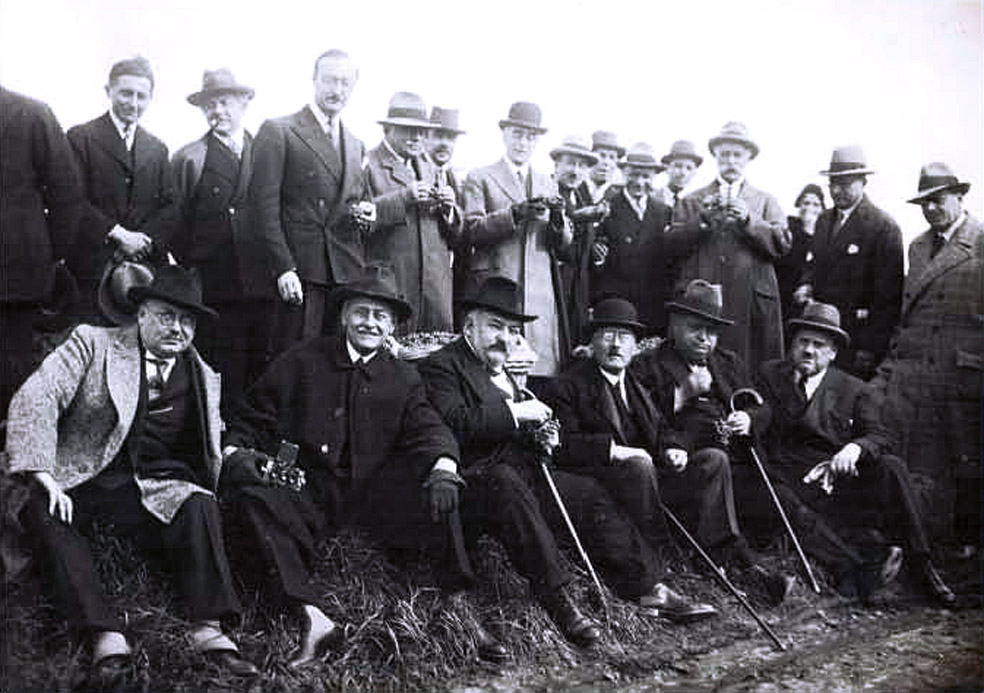
19 des 25 fondateurs de l'Académie des Gastronomes - 1929 - Gaston Derys est le premier en bas à gauche (avec des guêtres blanches) à son côté Pierre Mille et au centre Curnonsky

Derys est membre fondateur de l'Académie des gastronomes. Fumeur, il publia plusieurs articles prohibant de fumer à table, précepte partagé par Curnonsky, autre gros fumeur ,. Curnonsky le nomme « Le Bollandiste de la gastronomie » .  

#### L'art d'être gourmand
Cet « Essai de Gastromancie avec 290 recettes » a été publié en 1929, reflète le parisianisme de Derys, sa passion pour la cuisine partagée par la société qui l'entoure et une bonne dose d'humour. « Avant 1914 une femme élégante ou un homme cultivé n'osaient point avouer qu'ils étaient gourmands. Cela n'était pas bien porté... Aujourd'hui il faut être gastronome pour être distingué ». Le livre rassemble des recettes choisies où données par des gens de lettre, des artistes, des hommes politiques du Paris de l'époque, écrites et commentées par Derys, numérotées de I à CCXCIII (293). Après les avoir passé dans l'ordre habituel des potages aux pâtisseries et entremets, suivent les recettes étrangères et exotiques et un dernier chapitre de Singularités et Fantaisies avec l'omelette aux œufs durs de Gabriel de Lautrec et le concombre à deux fin de Marcel Arnac.

##### Concombre à deux fins (CCLXXIV)
« Prenez un concombre, épluchez-le, enlevez les pépins, coupez-le en petits morceaux, ajoutez de la vaseline pure, de la teinture de benjoin, chauffez dix minutes et laissez figer. Cela vous donnera une excellente pommade pour le visage, qui constituera également pour les personnes obligées de vous embrasser un hors-d'œuvre exquis ».

##### Le flan Joséphine Baker (CCXX)
Idée venue en regardant Joséphine Baker danser avec une ceinture de bananes. « Battre 3 œufs frais avec 3 cuillerées de sucre en poudre. Délayer 2 cuillerées de farine dans un demi-litre de lait. Mélanger le tout et le passer. Ajouter 2 cuillerées de vieux kirsh et 3 de Raspail. Incorporer 3 bananes en fines rondelles et des zestes de citron. Verser dans un plat allant au four. 20 minutes de cuisson. Laisser refroidir. Ce gâteau apporte une fraicheur exquise, je ne sais quoi d'aérien et de délicat ».

#### Les plats au vin
Recueil de 150 recettes paru en 1937 précédé de considérations générales sur le vin, comment le boire, comment l'utiliser. Derys donne les sources de ses recettes (on y retrouve les membres des clubs et Académies de l'époque (Mme P. Etlinger du Cercle des Gourmettes, Dr Paul Raman de l'Académie des Vins de France, Mme Maria Croci du Club des Belles Perdrix, etc.). À la fin de chaque recette le vin d'accompagnement
On y trouve la première publication des œufs pochés au Champagne de Mme Marie-Louise Laval du Cercle des Gourmettes (elle donne aussi les moules au Champagne, qui sont des moules rapidement ouvertes mélangées à du riz cuit au Champagne déguster avec un Champagne nature). 

## Distinctions
- Officier de l'Instruction publique (1911)
- Chevalier de la Légion d'honneur (1934)

### Livres
- Les Amantes... Paris, H. Simonis Empis, in-12, 280 p. 1899 illustration de G. Lami.
- L'Art d'être maîtresse, roman. Paris, P. Ollendorff, in-18, 303 p. 1900, Réédition : Paris, Albin Michel, Le Roman Succès n° 42, in-8o, 128 p. Illustrations de Le Rallic. 1918
- L'Amant des vierges, roman, Paris, P. Ollendorff, in-18, 266 p.1901 ; Réédition Paris, Albin Michel Série Roman Succès  Non daté in-8o, 124 p. Illustration Felix Jobbé Duval
- Contes pervers. Paris, A. Méricant, in-16, 127 p., fig. 1902 ; Réédition A. Méricant, in-4°, 127 p., fig. 1905
- L'École des caresses, roman. Paris, P. Ollendorff, in-18, 295 p. 1902
- Confession de deux amants, roman. Paris, P. Ollendorff, et Sté d'éditions littéraires et artistiques, in-18, 292 p. 1903,  Paris : Albin Michel, Le Roman-Succès. N° 73, 128 p. illustrations de F. Merle, 1927
- La Fiancée nouvelle, roman. Paris, P. Ollendorff, in-18, 359 p. 1905
- L'Amour s'amuse, roman, Paris, P. Ollendorff, in-18, 334 p. 1906, réédition : Paris : La Renaissance du livre, coll. « In Extenso » no 118, in-8o, 80 p. Illustration A Jarach. 1918
- Contes pour les amoureuses. Paris, Librairie universelle, in-6, 188 p. couverture illustrée, 1908 (non daté)
- La Dame d'amour, roman. Paris, Louis Michaud. 285 p. Illustré, 1909
- G. Derys Directeur de publication, L'ami de Ninon de Lenclos ou l'amateur de morale facile, d'après la correspondance inédite de Guillaume de Bontot. Paris, Louis Michaud, in-12, 254 p. 24 portraits 1909 (s.d.), in-16. 1910
- Der Mädchenjäger. Berlin, Rich. Eckstein Nachf., in-8o, 220 p., 1910 (non daté)
- Contes des coulisses. Paris, Librairie universelle, 185 p. couverture illustrée, 1910
- Cruelle tendresse, roman... Paris, L. Michaud, 317 p., couverture illustrée, 1910
- Les Moineaux affamés, roman. Paris, Librairie universelle, 295 p. couverture illustrée, 1913
- L'Occasion, l'herbe tendre !... Paris : la Renaissance du livre, in-12, 269 p. 1917 (non daté). Nombreux tirages,
- Mars et Vénus. Paris, La Renaissance du livre, Éd. Mignot, coll. « In Extenso »  n° 78, 79 p. illustrations de Mirande. 1916. Réédition Bers 1920.
- La Mariée malgré elle. Paris, A. Michel, 253 p. couverture illustrée. 1918 (amusante critique dans Aux écoutes [24])
- Les grandes Amoureuses. Paris, Louis-Michaud. 4 volumes. 1920  série 1 : Mademoiselle de Lespinasse, Marie Mancini, La Clairon, Madame de Tencin,  in-12, 252 p. 24 portraits.  série 2 : La comtesse de Walewska, La duchesse de Berry, Louise l'Abé, dite la Belle Cordière, La marquise de Boufflers. in-12, 256 p. 24 portraits   série 3 : Madame de Deffand, La Duchesse de Longueville, Madame Tallien, La Marquise de Coislin. in-12, 254 p. 24 portraits   série 4 : Rachel, Louise Colet, Aimée de Coigny, La Duchesse de Fallary. in-12, 264 p. 24 portraits
- Les Grands amoureux. Marmontel, La Rochefoucauld, Pierre de Ronsard, Louis XII. Paris, L. Michaud, in-8o, 284 p. 1923 ? (s.d.)
- L'amant perpétuel, roman. Paris, Albin-Michel, 255 p., 1924
- Le cœur aux abois, roman. Paris, Société parisienne d'édition, coll. « Graziella », in-12, 220 p., 1926
- Jeanne Landre (1874-1936) et G. Derys. Ressuscitée. Paris, F. Rouff, Nouvelle collection nationale ; n° 61, in-8o, 48 p., 1926
- L'ombre jalouse. Paris, F. Rouff, Nouvelle collection nationale no 70, in-8o, 47 p. illustré, 1927
- La Franchise du cœur, Paris, F. Rouff, Le Livre illustré. no 74, in-16, 1928
- Carte routière et gastronomique de la France par régions, les bons restaurants, auberges & hostelleries, les points touristiques et les routes.' Grandes cartes dépliantes. Paris, Bernard, Thagournet et cie, abondantes publicités. 1928, 29, 30, 32Gaston Derys annonce son déménagement 15 rue Daumier (XVI°) le 1er mars 1907

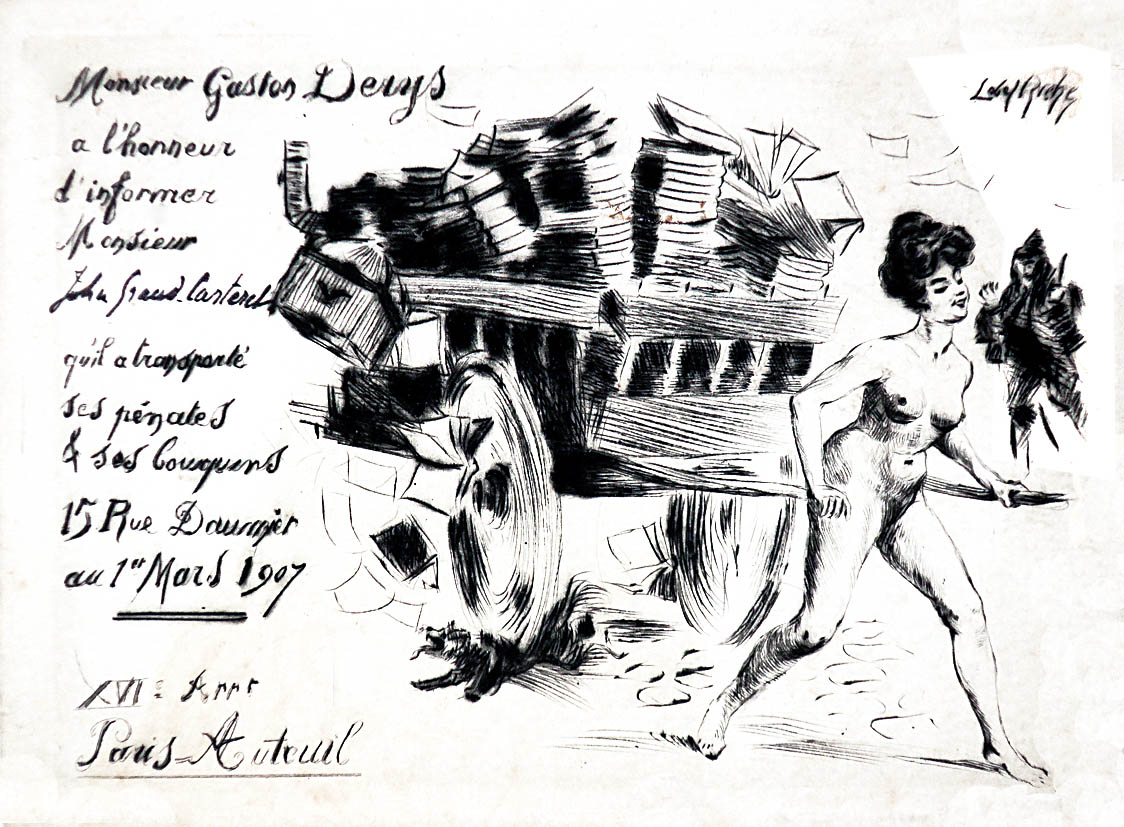
Gaston Derys annonce son déménagement 15 rue Daumier (XVI°) le 1er mars 1907

n°1 Paris et environs de Paris 17+41 p.  n° 3, La Normandie. n°3b Paris-La Baule par les châteaux de la Loire, 21+27p. no 4- La Bretagne. 18 p. n°5b Provence Côte d'Azur (étude sur la cuisine provençale) 16 p. n°6 Béarn, Gascogne. 16 p. (texte de Curnonsky), no 8 Auvergne (gorge du Tarn), Languedoc, Roussillon 13+59 p. no 9 Bourgogne, Franche-Comté, Lyonnais, Savoie, Dauphiné. 21 p. no 10 Poitou, Guyenne, Angoumois, Aunis-Saintonge, Région bordelaise, 24 + 40 p. no 11 Champagne, Alsace-Lorraine, Vosges, territoire de Belfort, 20 p.
- L'Art d'être gourmand. Essai de gastromancie. Avec 290 recettes culinaires d'écrivains, de peintres, d'acteurs, d'hommes politiques, Paris, Albin Michel, 375 p. 1929
- Robert Robert (R.  Burnand 1882-1953) et G. Derys. Dictionnaire de gastronomie joviale. Paris, Éditions des Portiques, in-8o, 239 p. 1930 ; réédition : Bouafle : Sang de la terre.. 2010
- Les Deux amoureuses. Paris : Albin Michel, 26 p. illustrations de Félix Jobbé-Duval. 1930
- La midinette amoureuse. Paris : Albin Michel, Le Roman Succès, in-8o, 126 p. illustré.1930
- Cœur en péril... Collection Graziella, no 9, in-8o, 1931 (dans 4 romans d'amour complets cœur en péril (G, Derys), un amour par TSF (G. Delamare), le mensonge de Pierrette (Roselyne), les cœurs se cherchent (E de Keyser)
- Curnonsky et G. Derys, rédacteur en chef. La Table, Le Magazine saisonnier de la Gastronomie Française. Paris. Luxueux magazine saisonnier trimestriel : 2 numéros parus (textes de Ali-Bab, Curnonsky, des Ombriaux, de Pomiane, G. Derys, Ph. Gilbert). 1931-1932.
- Curnonsky et G. Derys. Les Indiscrétions de l'écriture, notions de graphologie. Paris, Librairie Delagrave, Bibliothèque des chercheurs et des curieux, in-12, 139 p. avec fac-similés. 1932. in-16, 141 p. 1933
- Curnonsky et G. Derys. Gaietés et Curiosités Gastronomiques. Paris, Librairie Delagrave, Bibliothèque des chercheurs et des curieux, in-12 ,157 p, 1933
- Souvenirs de tables parisiennes... Celles de nos pères, commenté par Curnonsky. L' Office d'Editions d'Art pour les Laboratoires Passiflorine,  in-4, 120 p. Illustré.1933 (non daté)
- Où déjeunerons-nous à Paris ? Adresses des bons coins parisiens... 4 000 adresses. Sans aucune publicité payante sous quelque forme que ce soit. Paris, Albin Michel, in-32, 551 p. préface de Curnonsky. 1932 (mises à jour 1935, 1937)
- Curnonsky et G. Derys éditeur scientifique. Anthologie de la gastronomie française. Paris Librairie Delagrave, Collection Pallas, in-16, 397 p. 1936
- Mon docteur le vin. Paris : Draeger frères pour Nicolas, in-4, 44 p. aquarelles en couleur de Raoul Dufy, Lithographie originale de Dufy en couverture, 1936
- Les Plats au vin, plus de 150 recettes, potages - œufs - poissons - crustacés - viandes - volaille - gibier - abats - légumes – desserts. Paris, Albin Michel, in-16, 162 p. 1937
- La Cuisine d'aujourd'hui. Paris, Librairie française de documentation, in-16, 125 p. Préface de Curnonsky. 1940
- Les lois du cœur, roman. Bagneux, Éditions du Cep, 32 p. couverture illustrée. 1945
- Le plus bel amour, roman.  Bagneux, Éditions du Cep, Les romans de la vie no 6, 32 p. couverture illustrée. 1946

### Biographies, journalisme

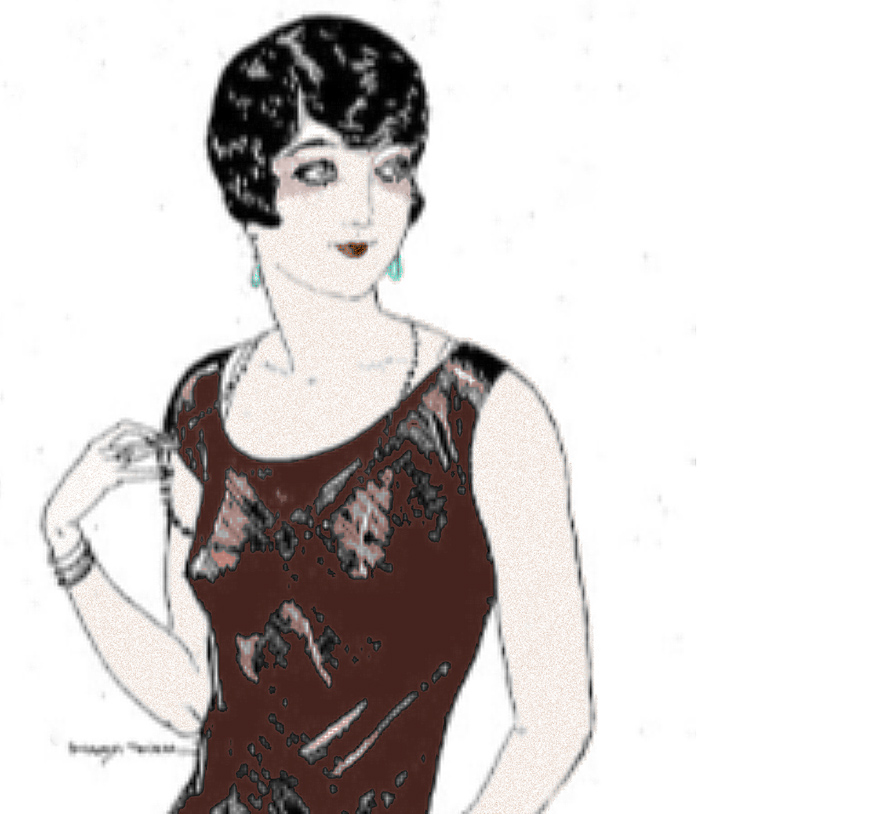
Gilberte Murkey, Un vieux Coureur, Le Journal amusant 25 septembre 1927 (de grands yeux bleus, un visage étonné)

- G. Denys a produits des textes parus dans 33 des : Recueil. Dossiers biographiques Boutillier du Retail.

- Il publie dans Le Sourire (1913)[25], Paris Plaisirs, Mensuel, esthétique, humoristique et théâtral (192 à 1928) [26] (un texte de cette revue (L'Amour à Paris en 2024) a été rééditée dans le Bulletin des amateurs d’anticipation ancienne et de littérature fantastique. 4 t. 1993) ; dans L'Art vivant (articles relatifs à la gastronomie) 1932, 1938[27], Séduction (1934)[28], L'Intransigeant (contes, 1937-1938), Le Figaro (Les délices de la Table 1937-1940), Excelsior (contes 1939-1940), L'Œuvre (recettes de cuisine - 1944), Le Cri du Peuple de Paris (Roman, contes inédits, 1941-1944), Le Journal (contes 1935-1940. à nouveau en 1944), Le Petit Parisien (contes inédits 1941-1944)[29].
- Quelques contes illustrés parus dans la presse
  - Baisers d'automne. La Caricature, 25 novembre 1899[30]
  - Histoires en zut majeur. Au voleur, au voleur Le Rire, p.12 du 3 mai 1913[31]
  - Le coup de l'antiquaire. Le Rire, 30 octobre 1915[32]
  - Conte de Noël. Le Flambeau, 25 décembre 1915[33]
  - Mme de Saint Verly, Le Galopin, Le Journal amusant 28 août 1927 (décolleté avec une aimable audace)Five O'clock. Le Rire, 4 mai 1918[34]

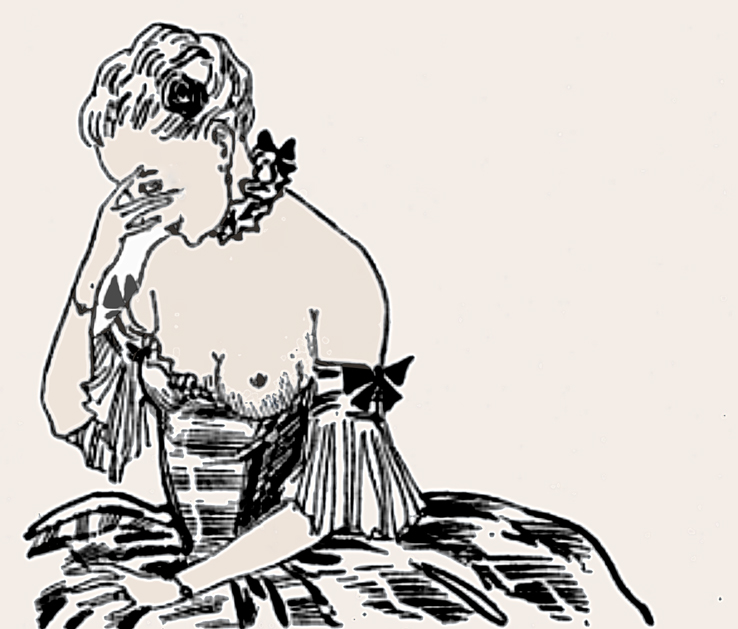
Mme de Saint Verly, Le Galopin, Le Journal amusant 28 août 1927 (décolleté avec une aimable audace)

  - Un rendez-vous, Don Juan au volant. Le Journal amusant, 1922[16],[35]
  - L'invitation à la valse. Le Régiment 15 juin 1922 [36]
  - Le Cordon. Le Régiment 19 juillet 1923 [37]
  - Devoir professionnel. Le Journal amusant, 14 février 1926[38]
  - L'écrin - conte de Noël, La première pénitente, Un vieux coureur, Le galopin, Un nouveau frisson. Le Journal amusant, 1927[39],[40],[41],[42]
  - La Cachette, Le dernier baiser du Bien Aimé (L'amour au champ d'honneur). Séduction, 1934[43],[44].

### Théâtre
- Henry Fransois et G. Derys. Jules ! Paris, Grand-Guignol, 1899. Paris : C. Joubert, in-8o, 7 p. comédie en 1 acte, 1900
- Antona Traversi, Henri Fransois, G, Derys. Les Rozeno. comédie en 4 actes, théâtre de la Bodinière,1903
- Henry Fransois et G. Derys. Expérience amoureuse, comédie en un acte. Paris : C. Joubert, in-8o, 14 p.1904
- Louis de Larnage er G. Derys. Le fil de la vierge, 1907 [45]
- Maurice Desvallières et G. Derys. Soyons Parisiens, théâtre Impérial, 1913
- Alice a découché. la Comédie Parisienne, comédie en 1 acte. 1914
- Maurice Desvallières et G. Derys. Soyons parisiens ! comédie-vaudeville en 1 acte et 2 tableaux. Paris, théâtre Impérial, 1913.Paris, G. Ondet, in-16, 70 p. 1914
- Les jours sans gâteaux, saynète en deux actes, Journal Le Rire rouge, 1917
- Jeanne Landre et G. Derys. Ressuscitée, 1926
- Jeanne de la Vaudère et G. Derys. Les hommes contre l'amour, pièce en 4 actes
- Nichette est honnête. comédie en 1 acte. Paris, Almanach de gent qui rient, in-8o, 11 p. 1933
- Le Fil de la vierge, Association de la régie théâtrale. comédie en 1 acte
- Jeanne Landre et G. Derys. Oeil pour œil. comédie en 3 actes
- Les Tripoteurs. comédie en 3 actes

### Radio et réalisations radiophoniques
- Fumées, Radiodiffusion française, Paris-P.T.T. comédie en 1 acte 1938
- L'occitanienne, ou Le Dernier amour de Chateaubriand, comédie radiophonique en 1 acte
- Les grands salons littéraires (série)  Radiodiffusion française : Madame du Deffand, Le salon de Madame Geoffrin, L'impératrice Joséphine à la Malmaison, Chez Madame Scarron,  Le salon de Madame de Sévigné à l'Hôtel Carnavalet, Le salon de Louise Colet, L'hôtel de Rambouillet, Chez Madame de Tencin  1940, L'esprit de Sophie Arnould,  L'esprit de Madame Récamier, L'esprit de Ninon de Lenclos, ou Ninon et ses amis 1944,

### Musique
- Musique Léon Delerue (18..-1931), poésie de G. Derys, Stances !  Paris : E. Weiller, 1906
- Musique Emile Bonnamy, livret Narjal et G. Derys. Chat en poche, comédie-opérette en 2 actes. Little Palace. 1907
- Musique Léon Delerue (18..-1931), poésie de G. Derys. Violettes. Vitry le François Editions A. Gay
- Musique Léon Delerue (18..-1931), poésie de G. Derys. Intimité. Vitry le François Editions A. Gay